# Хосе Луїс Перласа
Хосе Луїс Перласа Напа (ісп. José Perlaza, нар. 6 жовтня 1981, Есмеральдас, Еквадор) — еквадорський футболіст, виступав на позиції захисника].

## Клубна кар'єра
Народився 6 жовтня 1981 року в місті Есмеральдас, Еквадор. Вихованець юнацьких команд футбольних клубів Спорт Естудіантес, Сінко де Агосто та ФК «Кальві».
У дорослому футболі дебютував 1999 року у складі команди «Аудас Октубрино», в якій провів два матчі.
2000 року на правах оренди перейшов до «Ольмедо», де провів один сезон. Після закінчення оренди підписав повноцінний контракт з командою. В команді з Ріобамби провів наступні вісім сезонів своєї ігрової кар'єри. Більшість часу, проведеного у складі «Ольмедо», був основним гравцем захисту команди.
2009 року уклав контракт з клубом «Барселона» (Гуаякіль), у складі якого провів наступні шість років своєї кар'єри гравця. Граючи у складі гуаякільської «Барселони» також здебільшого виходив на поле в основному складі команди.
2016 року підписав контракт з командою «Мусук Руна».
2017 року перейшов до «Ольмедо».

## Виступи за збірну
2004 року дебютував в офіційних матчах у складі національної збірної Еквадору. Протягом кар'єри у національній команді провів у формі головної команди країни 4 матчі.
У складі збірної був учасником чемпіонату світу 2006 року у Німеччині.